# Gephi
GephiはNetBeansを基にしてJavaで組まれた、ネットワーク解析及び可視化用オープンソースソフトウェアパッケージである。
ニューヨーク・タイムズの世界的利用状況や社会的混乱時のTwitterのトラフィック状況の可視化、その他従来のネットワーク解析など、大学やジャーナリズムなどの研究に利用されている。
GephiコンソーシアムはGephiの開発を支えるフランスのNPOであり、パリ政治学院やLinkfluence、WebAtlas、Quidがメンバーとして加わっている。
LinkedInのInMapsに影響を受け開発された。